# فرودگاه منطقه‌ای آگوستا
فرودگاه منطقه‌ای آگوستا (به انگلیسی: Augusta Regional Airport) یک فرودگاه همگانی بهره‌برداری هوایی با کد یاتا AGS است که یک باند فرود آسفالت دارد و طول باند آن ۲۴۳۸ متر است. این فرودگاه در کشور ایالات متحده آمریکا قرار دارد و در ارتفاع ۴۴ متری از سطح دریا واقع شده‌است.

## شرکت‌های هواپیمایی و مقصدهای پروازی

### مسافری
| شرکت‌های هواپیمایی | مقصدهای پروازی                                                      |
| ----------------- | ------------------------------------------------------------------- |
| امریکن ایگل       | شارلوت داگلاس فصلی: لاگواردیا، فیلادلفیا، ملی رونالد ریگان واشینگتن |
| دلتا ایرلاینز     | هارتسفیلد-جکسون آتلانتا                                             |
| دلتا کانکشن       | هارتسفیلد-جکسون آتلانتا فصلی: لاگواردیا                             |

### Top destinations
| Rank | City                      | Passengers |
| ---- | ------------------------- | ---------- |
| 1    | هارتسفیلد-جکسون آتلانتا   | 172,000    |
| 2    | شارلوت داگلاس             | 95,000     |
| 3    | ملی رونالد ریگان واشینگتن | 1,050      |
| 4    | لاگواردیا                 | 800        |
| 5    | فیلادلفیا                 | 580        |